# 新加坡—柬埔寨關係
新加坡－柬埔寨關係，是指歷史上的新加坡和柬埔寨（包括現在新加坡共和國與柬埔寨王國）之間的雙邊關係。兩國的關係可追溯至1840年代柬埔寨國王派出密使前赴新加坡，而柬埔寨亦是最早承認新加坡獨立的國家之一。在柬越戰爭期間，新加坡曾跟隨其他東南亞國家聯盟成員國不承認柬埔寨人民共和國。兩國現同為東南亞國家聯盟的成員。

## 歷史
1840年代，柬埔寨國王安东曾派出密使前赴新加坡拜會法國駐新加坡領事，以尋求法國協助打敗越南和暹羅。而重新發現吳哥的亨利·穆奧抵達柬埔寨前曾中途停留新加坡。第二次世界大戰後，赴法留學的紅色高棉領袖，當時仍名為桑洛沙的波爾布特亦曾在新加坡停留。1960年代初，新加坡曾收留柬埔寨反政府武裝組織自由高棉的領袖。新加坡自治邦總理李光耀則在1962年首訪柬埔寨，柬埔寨親王諾羅敦·西哈努克亦在同年首訪新加坡
。其後，柬埔寨在1965年新加坡獨立後不久與其建交。1970年高棉共和國成立後，新加坡轉而承認該政權，該政權的總統朗諾亦曾將自己的兒子送到新加坡留學。
1978年，越南派兵入侵柬埔寨，柬越戰爭爆發。新加坡跟隨其他東盟成員國不承認柬埔寨人民共和國，並曾向反抗組織提供支援。1984年，流亡海外的民主柬埔寨聯合政府總理宋雙訪問新加坡，成為首位訪新的柬埔寨政府首腦
。在1993年柬埔寨恢復君主制後，首相諾羅敦·拉那烈亦在同年8月24日首訪新加坡。2003年，新加坡總統塞拉潘·納丹訪問新加坡，為新加坡總統首次訪柬。

## 經貿關係
- 新加坡到柬埔寨的出口貿易[7]
- 柬埔寨到新加坡的出口貿易[8]

根據經濟複雜性研究中心網站上的數據，1996年至1998年間，新加坡對柬埔寨的出口額呈下降趨勢，由1996年的約6億美元降至1998年的約2億美元。雖曾在1999年回升至約3億美元，但在翌年再跌回至約2億美元的水平，直至2006年才開始上升。2010年，新加坡對柬埔寨的出口額曾達約18億美元的新高，但其後回落至約4億美元，至2014年上升至約7億美元。新加坡出口柬埔寨的商品主要以精煉石油、貴金屬和機械為主。
1995年至2007年間，而柬埔寨對新加坡的出口額徘徊在約5000萬至1億美元之間，其後在2011年升至約6億美元的新高，但其後下跌至2013年約2億美元，雖在翌年回升至約3億美元，但之後便下跌至2015年的5000萬美元。柬埔寨對新加坡的商品以沙、紡織品及貴金屬為主。

## 文化關係
新加坡與柬埔寨透過新加坡合作計劃進行技術合作。2002年，新加坡在东盟一体化倡议下在金邊成立柬埔寨－新加坡訓練中心，以訓練柬埔寨官員。

## 外部連結
- 新加坡駐柬埔寨大使館 （页面存档备份，存于）